# Muutos 2011
Muutos 2011 (schwedisch Förändring 2011; Abkürzung: M11; deutsch Veränderung 2011) ist eine politische Partei in Finnland. Sie setzt sich vor allem für direkte Demokratie, Meinungsfreiheit und allgemeine Bürgerrechte der finnischen Bürger ein. Sie spricht sich außerdem für eine „rationale“ Einwanderungspolitik und härtere Strafen für Gewalttäter und Sexualverbrecher ein.
Die Partei wurde 2009 gegründet und im Oktober 2010 offiziell registriert. Vorsitzender der Partei ist Jari Leino.
Die Zahl 2011 im Namen bezieht sich auf die Parlamentswahl in Finnland 2011, die erste Wahl, an der die Partei teilnahm. Dabei erreichte sie 0,3 % der Stimmen und konnte nicht ins Parlament einziehen.
Im November 2012 trat in Lappeenranta ein Stadtrat von der Sammlungspartei zu M11 über.
Zur Kommunalwahl 2012 trat die Partei mit 44 Kandidaten in 21 der 304 Gemeinden an. Nur in der Gemeinde Uusikaupunki konnte M11 einen Sitz erreichen.
Am 28. Januar 2011 veranstaltete die Partei ein Heavy-Metal-Konzert unter dem Namen Crushing The Balls of Muhammad. Bestandteil der Show war das Zerreißen von Koran-Büchern, worauf die Veranstaltung von der Polizei beendet wurde. Der finnische Islamrat sowie die finnische P.E.N.-Sektion verurteilten die Aktion, die landesweit Aufmerksamkeit erregte.
Seit Oktober 2013 ist sie mit James Hirvisaari im finnischen Parlament vertreten. Hirvisaari wurde zuvor aus der Partei Die Finnen ausgeschlossen.